# هوای زمین

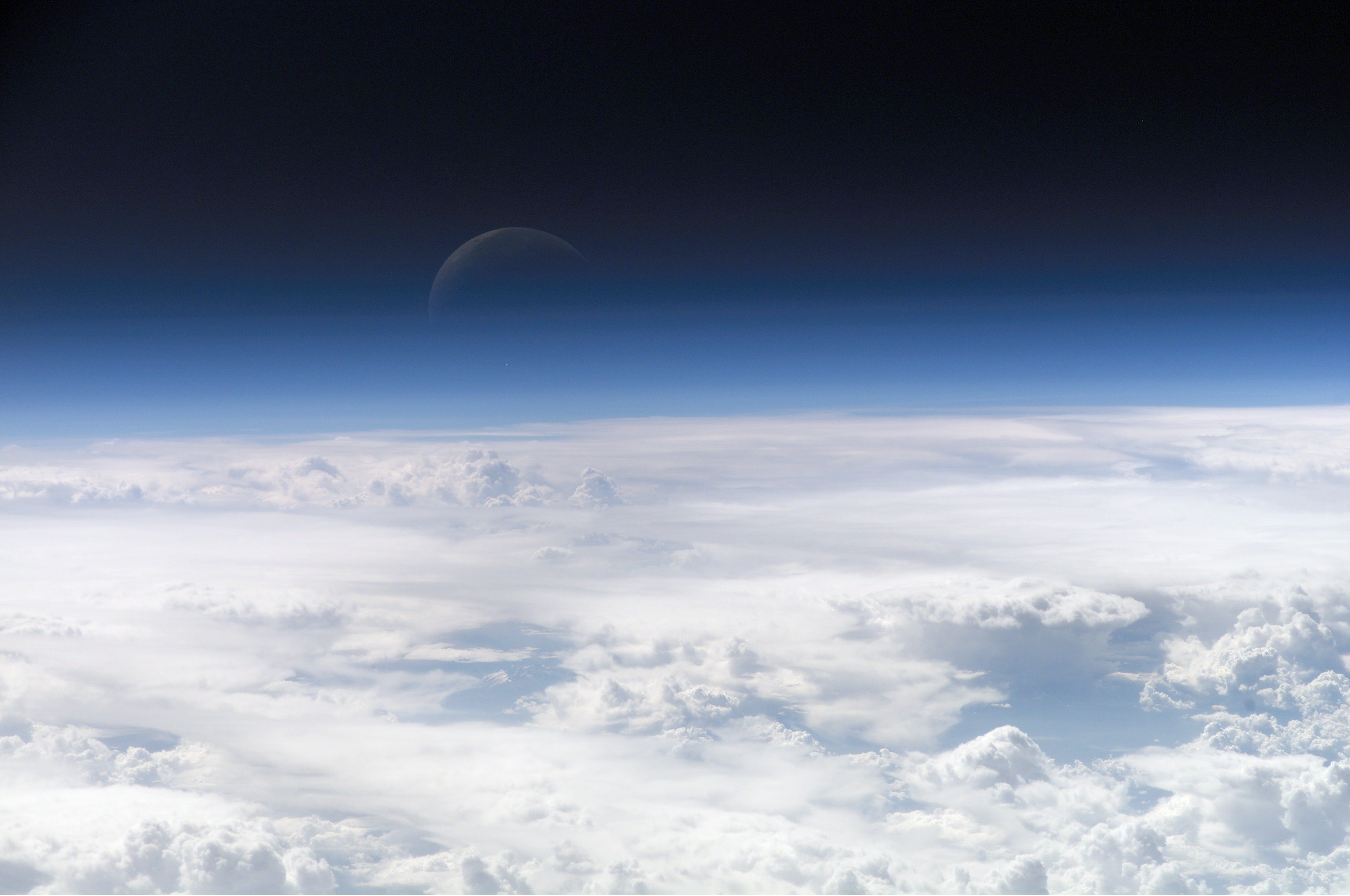
Blue light is scattered more نور آبی بیشتر از دیگر طول موج‌ها توسط گازهای موجود در اتمسفر پراکنده شده‌اند، که به زمین یک هالهٔ آبی‌رنگ (که یک پدیدهٔ نوری‌است) داده‌اند. نگاره را ایستگاه فضایی بین‌المللی از ارتفاع ۴۰۲ تا ۴۲۴ کیلومتری گرفته‌است.

هوای زمین (به انگلیسی: Atmosphere of Earth)، لایه‌ای از گازهاست که سیارهٔ زمین را دربر گرفته و توسط گرانش زمین نگهداری شده و بیشتر به عنوان هوا شناخته شده‌است. جوّ زمین؛ برای جانداران روی زمین، با جذب تابش فرابنفش از تابش‌های خورشیدی، یک پناه است و با اثر گلخانه‌ای خود سطح زمین را از تفاوت مفرط دما بین روز و شب با ذخیرهٔ حرارت، گرم و یک‌نواخت‌تر نگاه می‌دارد.
از نظر حجم، هوای خشک ۷۸٫۰۹٪ ازت، ۲۰٫۹۵٪ اکسیژن، ۹۳٪ آرگون، ۰٫۰۳۹٪ دی اکسید کربن و مقدار کمی از گازهای دیگر است. هوا حاوی مقدار متغیری از بخار آب؛ به طور متوسط حدود ۱٪ در سطح دریا، و ۰٫۴ درصد از کل جو، نیز هست. محتوای هوا و فشار هوا در لایه‌های مختلف متفاوت است، و هوای مناسب برای استفاده در فتوسنتز گیاهان زمینی و تنفس حیوانات زمینی تنها در تروپوسفر زمین و در اتمسفرهای مصنوعی یافت می‌شود.